# Fagocyt
Fagocytter (fra græsk: phagein – spisning og kytos – celle) er en gruppe af celler, der kan optage og destruere andre celler eller mikroorganismer på en måde, der minder om spisning, heraf etymologien. Tilhører primært leukocytterne (de hvide blodlegemer) og er en vigtig del af immunsystemet.
Fagocytter beskytter kroppen ved at indtage skadelige fremmede partikler, bakterier, andre mikroorganismer og døde eller døende celler.  De er afgørende for at bekæmpe infektioner og for efterfølgende immunitet. Fagocytter er vigtige i hele dyreriget og er højt udviklede hos hvirveldyrene. En liter menneskeblod indeholder omkring seks milliarder fagocytter. De blev opdaget i 1882 af Ilya Ilyich Mechnikov, mens han studerede søstjernelarver. Mechnikov blev tildelt 1908 Nobelprisen i fysiologi eller medicin for sin opdagelse. Fagocytter forekommer i mange arter;  nogle amøber opfører sig som makrofagfagocytter, hvilket tyder på, at fagocytter dukkede op tidligt i livets udvikling.
Fagocytterne omfatter mange typer hvide blodlegemer: 
- neutrofiler
- monocytter
- makrofager
- mastceller
- dendritceller

Disse celler har receptorer på deres overflade, som mere eller mindre specifikt kan detektere molekylære strukturer på bakterier mm. Fagocytter er afgørende for at bekæmpe infektioner, såvel som for at opretholde sundt væv ved at fjerne døde og døende celler. 
Under en infektion tiltrækkes fagocytter af kemiske signaler til steder, hvor patogenet har invaderet kroppen.  Disse kemiske signaler kan komme fra bakterier eller fra andre fagocytter, der allerede er til stede.  Denne metode at bevæge sig på kaldes kemotaksi.  Når en fagocyt kommer i kontakt med en bakterie, vil receptorerne på fagocytens overflade binde sig til den, og bindingen vil medføre at fagocytten opsluger bakterierne. Denne proces kaldes fagocytose. Nogle fagocytter dræber det indtagne patogen med oxidanter og nitrogenoxid. Efter fagocytosen kan makrofager og dendritiske celler også deltage i antigenpræsentationen, en proces, hvor en fagocyt flytter molekylære brudstykker af det indtagne materiale tilbage på overfladen.  Dette materiale vises derefter til andre celler i immunsystemet.  Nogle fagocytter lokaliseres derefter til kroppens lymfeknuder og viser materialet til hvide blodlegemer kaldet lymfocytter.  Disse processer er vigtig for at opbygge kroppens immunitet, jvf. immunsystemet.

## Fagocytdefekter

### Typiske mikroorganismer
Ofte gramnegative, stavformede bakterier og svampe, som kan være svære at dyrke:
- Staphylococcus aureus
- Pseudomonas
- Klebsiella
- Norcardia
- Serratia Marcescens
- Salmonella
- Actinomyces
- Streptococcus

### Typer af Fagocytdefekter
- Kronisk Granulomatøs Sygdom[1]
- Kronisk Benign Neutropeni
- Svær Kongenit Neutropeni
- Leukocytadhæsionsdefekt